# Жиряев, Александр Степанович
Александр Степанович Жиряев (1815—1856) — русский юрист, специалист в области уголовного права; профессор Дерптского и Санкт-Петербургского университетов.

## Биография
Родился в селе Кубенское Вологодского уезда Вологодской губернии в семье священника. С 1823 по 1828 год учился в Вологодском духовном училище. В 1832 году из Вологодской духовной семинарии был отправлен в Главный педагогический институт, который окончил в 1838 году с золотой медалью.
С 12 января 1839 года в должности старшего учителя русского языка и литературы преподавал в Дерптской гимназии, а в 1842 году, уволенный от этой должности, был командирован на два года для усовершенствования в науках за границу — с 1 апреля 1842, с содержанием по 900 руб. в год: «Для усовершенствования … по части законоведения» предписано Жиряеву, ехать «в Берлин, откуда … дозволяется, по истечении третьего полугодия, съездить в Прагу для изучения славянских древностей». Слушал лекции в Берлинском университете у О. Гёшена, Г. Ф. Пухты, А. А. Ф. Рудорфа, А. В. Гефтера, Гнейста, Сталя, Дирксена, Гомейера, у философа Шеллинга, К. Риттера, Мишле и у Каспера судебную медицину, затем отправился в Прагу и два полугодия, под руководством знаменитых В. В. Ганки и П. Й. Шафарика, изучал славянские наречия, особенно — чешский и сербский языки, а также юридические памятники, касавшиеся древнего славянского права, в Чешском музее. Результаты своего труда в Берлине и в Праге он представил в виде отчётов в Журнале министерства народного просвещения. Получив разрешение на продление командировки, он отправился в Гейдельбергский университет, где слушал лекции профессоров К. Миттермайера, Вангерова, Морштедта и др. Эта командировка продолжалась до 1 апреля 1845 года; затем он некоторое время ещё оставался за границей; 20 мая 1845 года он писал из Берлина В. Ганке в Прагу: «Русскую Пасху я встретил в русской церкви в Висбадене, где познакомился с двумя русскими знаменитостями — Жуковским и Гоголем. Оба приехали из Франкфурта говеть и разговляться. Последний (Гоголь) намерен ехать в Испанию и Португалию».
Приказом министра народного просвещения от 18 апреля 1846 года А. Жиряев, по прочтении пробной лекции «О наследственном праве древних чехов и моравов», был назначен исправляющим должность экстраординарного профессора по кафедре русского права в Дерптском университете. В 1848 году, он некоторое время занимался практическими делами в Санкт-Петербургской уголовной палате и осенью того же года выдержал в Петербургском университете экзамен на степень магистра, где 9 апреля 1850 года защитил диссертацию по теме «О стечении нескольких преступников при одном и том же преступлении». После чего с 12 декабря 1852 года был назначен исправляющим должность ординарного профессора по кафедре русского права Дерптского университета. В мае 1856 года он получил чин статского советника и степень доктора права после публичной защиты в Петербургском университете диссертации «Теория улик»; сочинение это было удостоено Демидовской премии.
Во время работы в Дерптском университете он читал: русское уголовное право для студентов юридического отделения юридического факультета, общее и русское уголовное право для студентов дипломатического отделения юридического факультета (причём общее уголовное право читалось обыкновенно по А. Бауэру или Ю. Ф. Г. Абеггу, общее уголовное право по А. Фейербаху, систему и принципы Уложения о наказаниях 1845, общее русское уголовное судопроизводство, особенные русские уголовные судопроизводства, общее и русское уголовное судопроизводство для студентов дипломатического отделения, причём общее уголовное судопроизводство обыкновенно читалось то по Мюллеру, то по А. Бауэру, сравнительное изложение важнейших учений из области русского и римского права, русское государственное право, устройство и управление Российской империи, русское полицейское право для студентов дипломатического отделения, полицейское право, по Молю, и делопроизводство по русскому праву. Более того, он вёл 1 полугодие практические занятия по русскому уголовному праву. Был один год заседателем и один год председателем университетского апелляционного и ревизионного судов Дерптского университета.
Был назначен ординарным профессором русского права Дерптского университета 27 июня 1856 года, а спустя месяц, 18 июля, был переведён в Санкт-Петербургский университет ординарным профессором по кафедре русского гражданского права, где сменил рано умершего Д. И. Мейера. Однако, усиленные занятия по кафедре, к которой он, будучи специалистом по уголовному праву, не считая себя подготовленным, надломили здоровье добросовестного учёного, и он 12 (24) декабря 1856 года скончался от инсульта. Был погребён на Смоленском кладбище.
Дочь Жиряева была замужем за Михаилом Ивановичем Мелиоранским (1843—?) и у них родились сыновья: Платон, Борис и Владимир.

## Публикации
- Отчёт за первое полугодие пребывания за границею бывшего старшего учителя Дерптской гимназии Александра Жиряева // Журнал министерства народного просвещения. — СПб.,1843. — Ч. XXXVIII, Отд. IV. — С. 41—46;
- Отчет за второе полугодие пребывания за границею бывшего старшего учителя Дерптской гимназии Александра Жиряева // Журнал министерства народного просвещения. — СПб.,1844. — Ч. XLIV. Отд. IV. — C. 35—42;
- Отчет старшего учителя Александра Жиряева за четвёртое полугодие пребывания его за границею // Журнал министерства народного просвещения. — СПб.,1845. — Ч. XLVI. Отд. IV. — C. 15—22;
- О стечении нескольких преступников при одном и том же преступлении. — Дерпт: тип. Г. Лаакманна, 1850.
- Теория улик. — Дерпт: тип. Г. Лаакманна, 1855. — 214 с.
- Уголовное право. Лекции профессора А. С. Жиряева // «Юридический вестник». — СПб. — 1863. — Вып. XXXI, XXXII, XXXIV, XXXV, XXXVIII; СПб. — 1864. — Вып. XLI, XLII[5].